# Tycomarptes adami
Tycomarptes adami là một loài bướm đêm trong họ Noctuidae.